# Bugsy Siegel

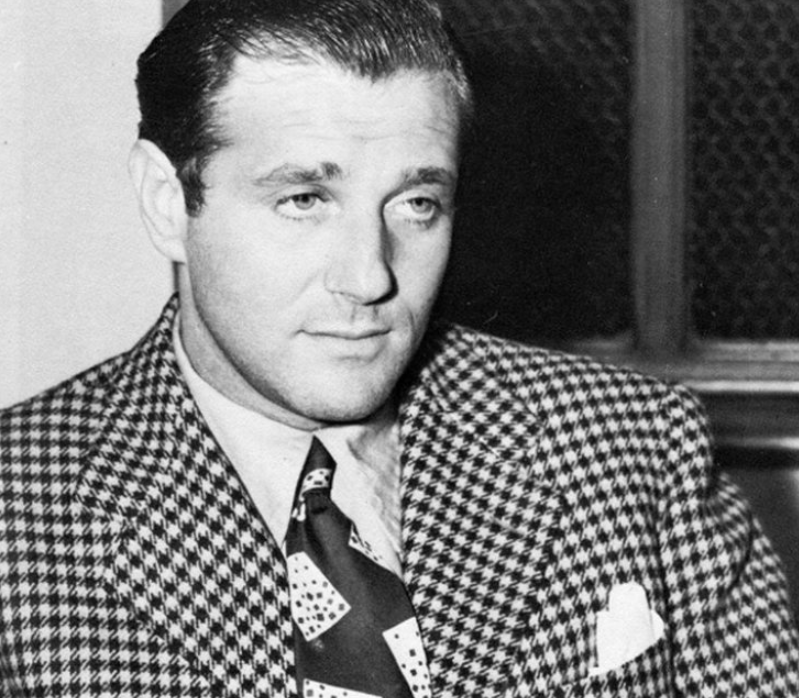
Bugsy Siegel in Las Vegas

Benjamin „Bugsy“ Siegel, eigentlich Benjamin Hymen Siegelbaum, (* 28. Februar 1906 in Brooklyn, New York City; † 20. Juni 1947 in Beverly Hills, Kalifornien) war ein amerikanischer Mobster, der der Kosher Nostra zugerechnet wird.

## Jugend

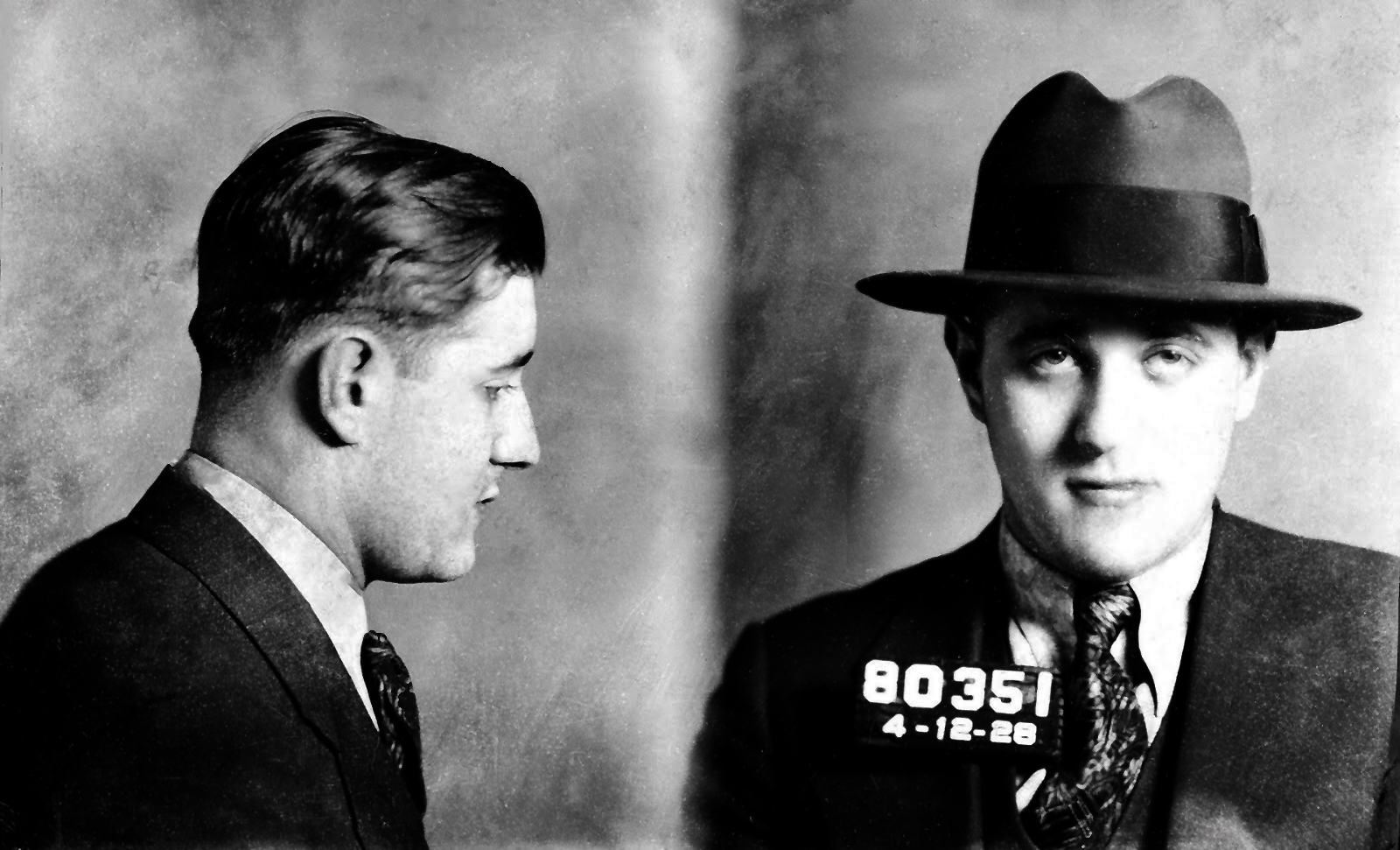
Bugsy Siegel in den 1920er-Jahren (Polizeifoto)

Siegel wurde unter dem Namen Benjamin Hymen Siegelbaum im Brooklyner Stadtteil Williamsburg als Sohn armer jüdischer Einwanderer (Max Siegel und Jennie, geborene Riechenthal) aus Letischew im Westen des Russischen Kaiserreichs (heute Letytschiw in der Ukraine) geboren und geriet schon als Kind in die Gesellschaft von Kleinkriminellen.
In einem von italienischen Einwanderern dominierten Stadtteil tat er sich mit Meyer Lansky zusammen. Die beiden waren bald als „Bugs and Meyer Mob“ bekannt. Sie ergänzten sich nahezu ideal. Der große und cholerische Siegel schüchterte Kontrahenten und andere Jugendliche ein, der kleine und hochintelligente Lansky entwickelte dazu die Strategien und vermittelte unter anderem ein Bündnis zu den Italienern Frank Costello und Charles „Lucky“ Luciano.
Am 27. Januar 1929 heiratete Siegel seine Jugendliebe Esther Krakauer, mit der er bereits den gemeinsamen Sohn Irwin Leo hatte (* 3. Februar 1928). Esthers Bruder „Whitey“ Krakauer gehörte ebenfalls zum Umfeld von Lansky und Siegel. Dieser wurde 1941 eines der ersten internen Opfer beim Niedergang der Murder, Inc. Siegel zog mit seiner Frau nach Scarsdale, einer kleinen Stadt im Westchester County von New York. Aus dieser Ehe gingen auch zwei Töchter hervor: Millicent, geb. 1931, und Barbara, geb. 1934.

## Los Angeles
1932 entging Siegel nur knapp dem Tod: Waxey Gordon, ein Gangster aus Philadelphia, hatte als Killer die drei Fabrazzo-Brüder auf ihn angesetzt. Siegel ließ zwei der Brüder umbringen und tötete einen von ihnen persönlich. Um der Strafverfolgung zu entgehen, zog Siegel Ende der 1930er-Jahre nach Los Angeles. Seine Familie und einige seiner Killer nahm er dorthin mit und begründete damit die Glücksspielaktivitäten des Mobs in Kalifornien und später in Nevada.
An der Ermordung Harry Greenbergs alias Harry Schachter, eines in Ungnade gefallenen Mitglieds der Murder Inc., am 22. November 1939 waren neben Albert Tannenbaum, der Greenberg quer durch Amerika von der Ost- zur Westküste verfolgt hatte, Frankie Carbo und Siegel – sozusagen als Repräsentanten des organisierten Verbrechens an der Westküste – vermutlich als Mittäter beteiligt. Greenberg wurde im Auftrag von Louis Buchalter ermordet, der sich gerade der juristischen Verfolgung durch Staatsanwalt Thomas E. Dewey ausgesetzt sah und Greenberg als potenziellen Zeugen zum Schweigen bringen wollte. Frankie Carbo und Siegel mussten sich zwar wegen des Mordes vor Gericht verantworten, eine Verurteilung konnte allerdings trotz der Zeugenaussagen von Abe Reles und Tannenbaum, die zur Befragung sogar nach Los Angeles geflogen wurden, nicht erreicht werden.
Siegel brachte die lokalen Buchmacher unter seine Kontrolle, wobei er eine Blutspur hinterließ, und zugleich die Gewerkschaft der Statisten, die für die Studios von Hollywood überlebenswichtig war. Durch seine Freundschaft mit dem Schauspieler George Raft, der ebenfalls aus Williamsburg stammte, lernte Siegel auch einige Stars kennen, die ihn wegen seines melodramatischen Gangster-Images und wegen seines guten Aussehens mochten. Unter anderem hatte er eine Affäre mit Jean Harlow.

### Continental Press
Mit Hilfe seiner Kumpels Bugsy Siegel, Mickey Cohen und Jack Dragna erlangte Gus Greenbaum 1928 im Südwesten die Kontrolle über die Trans-America Race Wire Services (eine Nachrichtenagentur für Ergebnisse von Pferderennen). Das Monopol wollte Carlos Marcello durch die Übernahme des Continental Press komplettieren, allerdings weigerte sich James M. Ragen, der diese am 15. November 1939 von Moe Annenberg gekauft hatte.
Am 15. August 1946 wurde Ragen ermordet; ein riskantes Vorgehen: Ragen gehörte zu den Ragen’s Colts – einer irisch-italienischen Verbrecherbande aus Chicago – und sein Bruder Frank Ragen hatte es deshalb sogar zum Polizeichef von Chicago gebracht. Ein Belastungszeuge wurde ermordet und ein anderer verschwand spurlos. In den Mord sollen neben Dave Yaras auch Leonard Patrick, Willie Block, Gus Alex, Shlomo Daffodyl und Strongy Ferraro verwickelt gewesen sein.
Der Trick des Nachrichtenmonopols bestand einerseits darin, Sportwetten auch unabhängig von den Rennbahnen zu vermarkten, aber andererseits auch darin, sich einen Informationsvorteil zu verschaffen, denn die heutigen unabhängigen Massenmedien, welche die Sportergebnisse sofort veröffentlichen, gab es damals noch nicht.

## Las Vegas

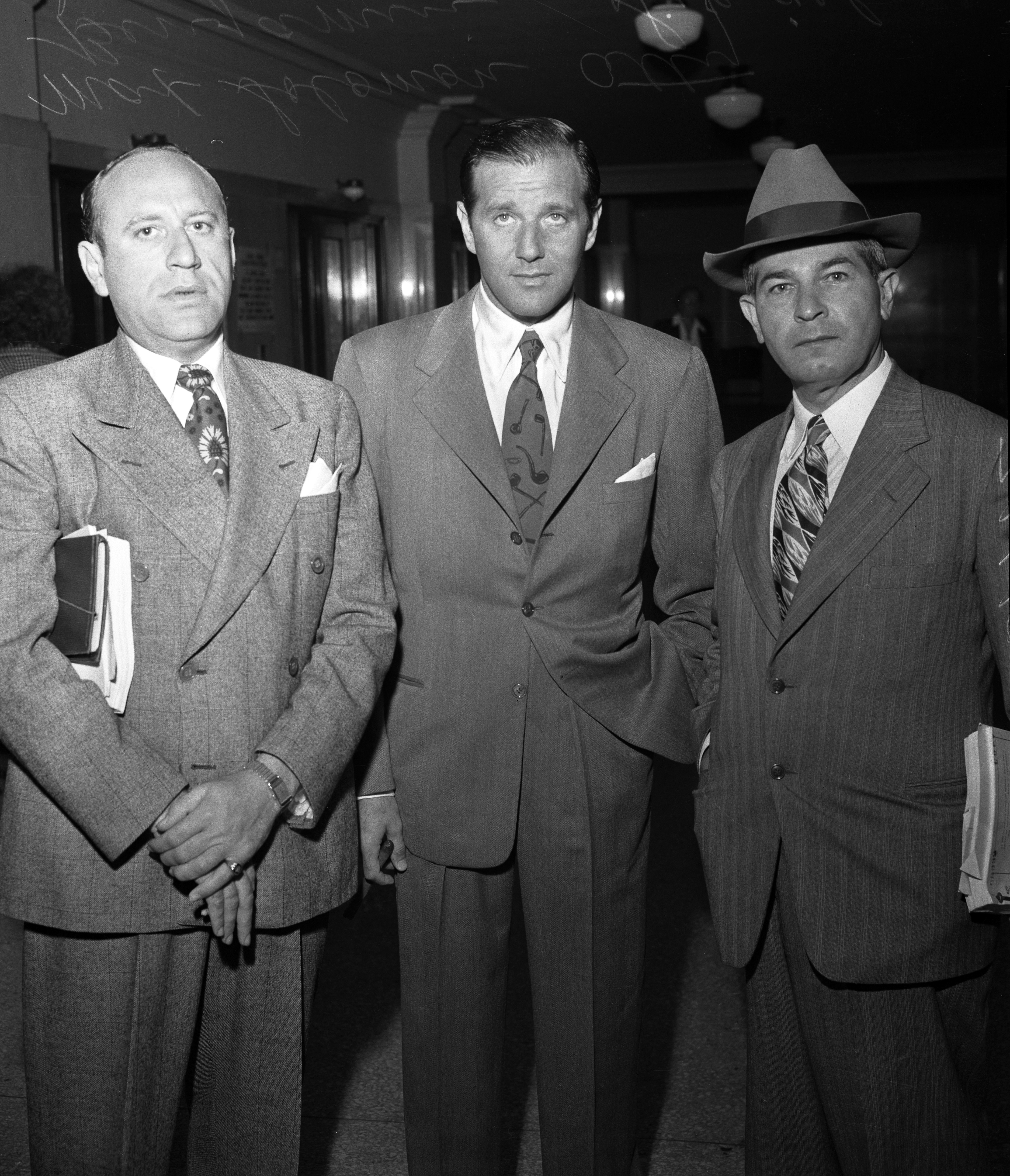
Bugsy Siegel (Mitte) mit Max Solomon und Isaac Pacht

1945 zog Siegel nach Las Vegas, wo es damals erst zwei Kasinos gab. Zuerst versuchte er, sich in diese hineinzudrängen. Als dieser Versuch scheiterte, kaufte er eines von ihnen auf, ließ es umbauen und nannte es „The Flamingo Hotel“. Unterstützt wurde er dabei von Mickey Cohen. Die dazu benötigten Geldmittel wurden hauptsächlich von der amerikanischen Cosa Nostra zur Verfügung gestellt. Als sich die für den Bau des Kasino-Hotel-Komplexes veranschlagte Summe versechsfachte und außerdem der Verdacht aufkam, Siegel habe zusammen mit seiner Freundin Virginia Hill, der späteren Gattin des österreichischen Skifahrers Hans Hauser, zwei Mio. US-Dollar ins Ausland gebracht, wurde die Situation für ihn gefährlich.
Zwar waren die gestiegenen Baukosten vor allem durch die Nachkriegsinflation in den USA in die Höhe getrieben worden, aber als das Flamingo eröffnet wurde und trotz des Auftritts von Jimmy Durante floppte, war das Ende von Bugsy besiegelt. 
Auf der einwöchigen Havanna-Konferenz des National Crime Syndicate ab dem 22. Dezember 1946 in Havanna soll auch über das Flamingo gesprochen und Siegels Tod beschlossen worden sein. Lansky gelang es nicht, die anderen Bosse zu beruhigen. Siegel wurde am 20. Juni 1947 in seinem Haus in Beverly Hills erschossen. Der Täter konnte nicht ermittelt werden. Nach der Ermordung Siegels wurde das Flamingo von Gus Greenbaum und Moe Sedway geleitet, woraufhin es bald große Gewinne erzielte.
Nach einer weiteren Theorie spielten bei Siegels Ermordung auch seine Anteile an den Trans-America Race Wire Services eine Rolle. Auf besagter Havanna-Konferenz war dieses Geschäftsfeld den Italienern zugesprochen worden, und Siegel hätte diese Entscheidung nicht akzeptiert und seine Anteile behalten.

## Adaptionen
- 1972/74: In den Filmen Der Pate und der Der Pate – Teil II wird Bugsy Siegel in der Person – neben Moe Sedway und Gus Greenbaum – des Moe Greene dargestellt.
- 1981: Im Film Bis zum letzten Schuss (OT: Gangster Wars) und in der Folge der Miniserie „The Gangster Chronicles“ (OT: The Gangster Chronicles – Bugsy Siegel) wird Bugsy Siegel von Joe Penny dargestellt.
- 1986: In der historischen Novelle Nevada von Clint McCullough macht Meade Slaughter Bekanntschaft mit Bugsy Siegel und Moe Sedway.
- 1991: Der US-amerikanische Film Bugsy thematisiert Aufstieg und Fall von Bugsy Siegel, gespielt von Warren Beatty. Er bekam 1991 die Oscars für die beste Ausstattung und die besten Kostüme. Für weitere acht Kategorien wurde er nominiert.
- 1991: Im Film Die wahren Bosse – Ein teuflisches Imperium (OT: Mobsters bzw. The evil empire) spielt Richard Grieco die Rolle des Benny Bugsy Siegel.
- 1999: Im Film Meyer Lansky – Amerikanisches Roulette, spielt Eric Roberts die Rolle des Siegel.
- 2011: In der Serie Boardwalk Empire wird Siegel von Michael Zegen gespielt.
- 2013: In der Serie Mob City spielt Edward Burns die Rolle des Siegel.
- 2015: The Making of the Mob: New York; ist eine achtteilige Miniserie über zahlreiche New Yorker Mobster der amerikanischen Cosa Nostra und der Kosher Nostra. Siegel wird hier gespielt von Jonathan C. Stewart.
- 2021: Lansky – Der Pate von Las Vegas: US-amerikanischer Spielfilm über die Lebensgeschichte des "Buchhalters der Mafia" Meyer Lansky. Siegel wird dargestellt von David Cade.